# Salsola tetragona
Salsola tetragona är en amarantväxtart som beskrevs av Alire Raffeneau Delile. Salsola tetragona ingår i släktet sodaörter, och familjen amarantväxter. Inga underarter finns listade i Catalogue of Life.